# L'Escalier d'or
L'Escalier d'or – ou en anglais The Golden Stairs – est un tableau réalisé par le peintre britannique Edward Burne-Jones à la fin des années 1870, et exposé en 1880. Cette huile sur toile de format vertical représente dix-huit jeunes femmes vêtues à l'antique descendant un escalier en colimaçon avec des instruments de musique en main. On y reconnaît le visage de connaissances de l'artiste, parmi lesquelles Mary Morris, dont il livre ici le portrait dans un style préraphaélite. L'œuvre est conservée à la Tate Britain, à Londres.